# Gilberto Antunes Almeida
Gilberto Antunes Almeida foi um político brasileiro do estado de Minas Gerais. Foi eleito deputado estadual de Minas Gerais para a 5ª legislatura (1963 - 1967), pelo PSD.